# Giovanni Traversa
Giovanni Traversa (Castelnuovo Bormida, 31 dicembre 1901 – Castelnuovo Bormida, 25 novembre 1981) è stato un politico italiano.
Fu eletto alla Camera dei Deputati nelle file della Democrazia Cristiana nella V legislatura per poi essere riconfermato alle elezioni politiche del 1972. Durante il suo mandato è stato membro della XI Commissione agricoltura e foreste di Montecitorio.